# John Avery
John Edward Avery Jr. (Richmond, 11 gennaio 1976) è un ex giocatore di football americano statunitense che ha militato nel ruolo di halfback nella National Football League (NFL) e nella Canadian Football League (CFL).

## Biografia
Dopo avere giocato al college a Mississippi, Avery fu scelto come 29º assoluto nel Draft NFL 1998 dai Miami Dolphins. Vi giocò tutte le 16 partite nella sua prima stagione (nessuna come titolare), venendo scambiato il 21 settembre 1999 con i Denver Broncos per il wide receiver Marcus Nash. Giocò sporadicamente in Colorado, venendo svincolato nel successivo training camp. Nel 2001 firmò con i Chicago Enforcers della X Football League, guidando la lega con 800 yard corse nella sua unica stagione di vita. L'anno di maggior successo nel football professionistico di Avery fu con gli Edmonton Eskimos della CFL nel 2002. Con 1.448 yard corse guidò la Western Division, venendo convocato per l'All-Star Game e giungendo fino alla finale della Grey Cup, dove non poté rendere al meglio a causa di un infortunio, perdendo contro i Montreal Alouettes. La grande stagione oltreconfine gli fece guadagnare un posto nel roster dei Minnesota Vikings, dove nel 2003 giocò principalmente come kick returner. Le ultime stagioni della carriera le disputò dal 2004 al 2007 con i Toronto Argonauts nella CFL, vincendo la Grey Cup nel 2004.

## Palmarès

### Franchigia
- Grey Cup: 1

Toronto Argonauts: 2004

### Individuale
- CFL All-Star: 1

2002

## Statistiche
NFL
| Partite             | 29  |
| Partite da titolare | 0   |
| Yard corse          | 524 |
| Touchdown su corsa  | 2   |